# Złydnia
Złydnia – w wierzeniach wschodniosłowiańskich mieszkający za piecem złośliwy duch, sprowadzający nieszczęścia na dom i jego mieszkańców. W Polsce znane na Polesiu oraz w regionie przemyskim..
Złydnie wyobrażano sobie jako małe, garbate i wychudzone stworzenia o twarzach starych dzieci. Nosiły zbyt duże i dziurawe łachmany, buty i kapelusze. Pojawiały się w domu całą grupą i przeganiały z niego wszystkie duchy opiekuńcze, zajmując miejsce za piecem. Nocą hałasowały w domu, wywracały przedmioty i szeptały ludziom do uszu straszne rzeczy, namawiając ich do złego. Dręczyły zwierzęta domowe oraz w niewidzialnej postaci siadały na robotnikach idących w pole, aby zabierać im siły do pracy. W skrajnych przypadkach złydnie doprowadzały ludzi do szaleństwa, zmuszając ich do popełnienia samobójstwa poprzez powieszenie lub utopienie.
Aby pozbyć się złydni z domu, trzeba było je wyłapać w nocy i utopić w bagnie, najlepiej w pobliskiej wsi (złydnie potrafiły się wydostać i od razu szukać nowego domu).